# Meißner-Schaltung

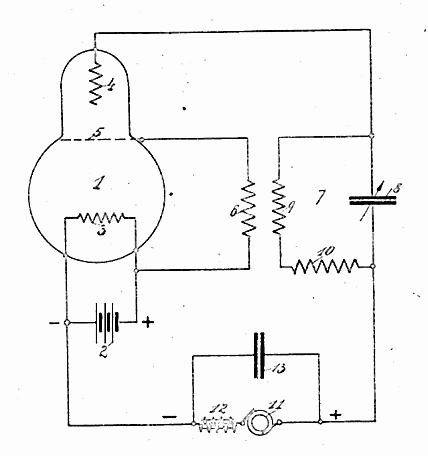
Meißner-Oszillator, Patentschrift

Ein Meißner-Oszillator, oder auch Armstrong-Oszillator, ist ein rückgekoppelter Verstärker mit einem frequenzbestimmenden Schwingkreis, welcher zur Gruppe der Sinus-Oszillatoren zählt. Die Schaltung ist nach ihrem Erfinder Alexander Meißner benannt, der sie 1913 von der Gesellschaft für drahtlose Telegraphie patentieren ließ.
Beim Meißner-Oszillator liegt der Schwingkreis am Ausgang des Verstärkerbauteiles. Bei der Audion-Schaltung von Edwin Howard Armstrong liegt der Schwingkreis am Eingang des Verstärkerbauteiles.

## Aufbau
Der Oszillator kann mit unterschiedlichen aktiven Bauelementen als Verstärker wie einem Bipolartransistor, Feldeffekttransistor oder auch mittels Elektronenröhre realisiert werden. Der eigentliche Schwingkreis wird aus einer Spule L2 und einem Kondensator C2 gebildet. Zusätzlich wird über eine zweite Wicklung L1, die wie bei einem Transformator magnetisch mit L2 gekoppelt ist, die Spannung am Schwingkreis mit passender Phase zurückgeführt. In der ersten Schaltung dient der Bipolartransistor Q als Verstärker, in der zweiten Schaltung der Sperrschicht-Feldeffekttransistor (JFET) J1.

### Meißner-Oszillator mit Bipolartransistor

Schaltschema eines Meißner-Oszillators mit Bipolartransistor

Damit die Schaltung eine ungedämpfte Schwingung erzeugt, muss die Schleifenverstärkung gleich 1 und die Rückkopplung in Phase sein (0° oder ein anderes Vielfaches von 360°). Da die Meißner-Schaltung im Schaltungsbeispiel eine Emitterschaltung ist, wird durch den Transistor das Signal invertiert. Dies wird durch den Transformator rückgängig gemacht, da L1 und L2 einen entgegengesetzten Wicklungssinn haben, in der Schaltung durch die zwei schwarzen Punkte gekennzeichnet, die den Wicklungsanfang angeben.
Die gezeigte erste Schaltung ist eine Emitterschaltung mit Stromgegenkopplung, bei der die Verstärkung gleich dem Verhältnis von Kollektorwiderstand (Wechselstromwiderstand des Schwingkreises) und dem Emitterwiderstand R3 ist. Da übliche LC-Parallel-Schwingkreise außerhalb der Resonanzfrequenz sehr kleine Widerstände haben, ist nur für die Resonanzfrequenz die Schleifenverstärkung größer als eins. Das Übersetzungsverhältnis des Transformators wird so gewählt, dass die Schleifenverstärkung für den Resonanzwiderstand des LC-Kreises sicher größer als eins ist, und die Spannung am Eingang den Transistor nicht übersteuert.

### Meißner-Oszillator mit JFET

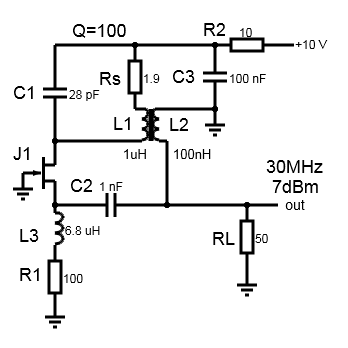
Meißner-Oszillator mit JFET

In der Schaltung mit einem JFET nach  besteht der Schwingkreis aus C1 und Wicklung L1 des Transformators L1-L2. C1 ist oft ein variabler Kondensator. Der JFET J1 in Gate-Schaltung hat eine Phasenverschiebung von 0°. Der Verstärker-Eingang ist die Source und der Verstärker-Ausgang ist der Drain. Der Transformator erzeugt keine Phasenverschiebung. Nach dem Einschalten arbeitet der JFET in der Betriebsart Klasse A. Die Spannung am Drain des JFET ist ungefähr die Betriebsspannung. Eine kleine Änderung der Spannung am Drain des JFET durch das Wärmerauschen wird über L1-L2 und C2 auf die Source gekoppelt. Diese kleine Änderung am Eingang wird verstärkt. Die Amplitude der Wechselspannung am Schwingkreis steigt, bis die Spannung am Drain ungefähr zwischen der Spannung am Source und der doppelten Betriebsspannung oszilliert. Der JFET arbeitet nun in der Betriebsart Klasse C. Während eines kleinen Stromflusswinkels zu der Zeit der minimalen Drain-Spannung arbeitet der JFET im linearen Bereich (ohmsche Region). Wie lange der JFET im linearen Bereich bleibt, wird durch R1 festgelegt. Damit das sinusförmige Ausgangssignal wenig Oberwellen enthält sollte der Verstärker nur die Verluste im Schwingkreis und den Abfluss nach RL ausgleichen. Aufgrund der Bauteile-Toleranzen ist es oft nötig, R1 einstellbar auszuführen, um beide Ziele, sicheres Anschwingen und geringe Oberwellen, zu erreichen.
Der Transformator L1-L2 hat ein Übersetzungsverhältnis der Impedanzen von 10:1. Dadurch wirkt der Lastwiderstand RL nur wenig bedämpfend auf den Schwingkreis L1-C1. Der Lastwiderstand RL gehört nicht mehr zum Oszillator, sondern bildet die Belastung des Oszillator durch die folgenden Stufen nach. Die Werte von Lastwiderstand und Gütefaktor sind wichtig für die Dimensionierung oder die Schaltungssimulation. Die HF-Drossel L3 verhindert, dass der Hochfrequenzstrom von L2 über C2 und R1 abfließt. Der Widerstand RS symbolisiert den Gütefaktor des unbelasteten Schwingkreises. Es ergäbe sich ein Gütefaktor von Q=100 (Kennwiderstand ist 190 Ohm), der jedoch in der Schaltung nicht erreicht wird. Bei 30 MHz lässt sich der Transformator mit einem Ringkern aus Eisenpulver realisieren. Das RC-Glied R2-C3 entkoppelt den Oszillator von anderen Baugruppen. Der Kondensator C3 schließt die Speisespannung hochfrequenzmäßig kurz (Abblockkondensator) und verhindert dadurch unter anderem die Ausbreitung der Hochfrequenz auf der Stromversorgungsleitung.
Die Resonanzfrequenz berechnet sich nach der thomsonschen Schwingungsgleichung:
{\displaystyle f_{0}={\frac {1}{2\pi \cdot {\sqrt {L_{1}\cdot C_{1}}}}}}

## Dimensionierung
Wenn Meißner-Oszillatoren ungünstig hinsichtlich L/C-Verhältnis, Arbeitspunkt oder Übersetzung dimensioniert werden, schwingen sie unter Umständen zwar, aber die Schwingung weicht merklich von der Sinusform ab. Typischerweise ist die Gesamtverstärkung des Oszillators beim Einschalten etwas größer als 1 und reduziert sich im Betrieb durch Begrenzung, Arbeitspunktverschiebung oder amplitudenabhängige Verstärkung von selbst auf genau 1 (Einschwingvorgang). Für die Amplitudenbegrenzung benutzt man beim FET die Eigenschaft, dass die Spannungsverstärkung von der Gate-Spannung abhängig ist.Bei LC-Schwingkreisen ist das Verhältnis von {\displaystyle L} zu {\displaystyle C} nicht beliebig wählbar, wenn eine hohe Güte erreicht werden soll. Aus Resonanzfrequenz und Induktivität bzw. Kapazität  ergibt sich über den komplexen Widerstand die sogenannte Kennimpedanz bzw. der Kennwiderstand des Schwingkreises. Sie sollten nur so hoch sein, dass die Schaltung den Schwingkreis nicht zu stark dämpft.

## Berechnungsbeispiel
Die Berechnung bezieht sich auf das Bild mit Bipolartransistor.
Ein typischer Kleinsignaltransistor hat in dem betrachteten Bereich eine Gleichstromverstärkung B von ungefähr B = 100 und eine Basis-Emitter-Spannung UBE = 0,65 V.
Ferner sei
IC = 2 mA (Kollektorstrom im Arbeitspunkt) und
UB = 15 V (Versorgungsspannung der Schaltung)
Der Spannungsabfall an R3 soll 1 V betragen, also:
{\displaystyle R_{3}={\frac {1\,\mathrm {V} }{I_{C}}}={\frac {1\,\mathrm {V} }{2\,\mathrm {mA} }}=500\,\Omega }
Damit muss der Spannungsteiler von R1 und R2 diese 1 V plus die Basis-Emitterspannung von ungefähr 650 mV liefern. Der Spannungsteiler wird durch den Basisstrom IB = IC / B = 2 mA / 100 = 20 µA belastet; nimmt man den zehnfachen Querstrom von 0,2 mA, dann kann man den Basisstrom vernachlässigen und erhält:
{\displaystyle R_{2}={\frac {1\,\mathrm {V} +0{,}65\,\mathrm {V} }{0{,}2\mathrm {mA} }}=8{,}2\,\mathrm {k\Omega } }
{\displaystyle R_{1}={\frac {15\,\mathrm {V} -(1\,\mathrm {V} +0{,}65\,\mathrm {V} )}{0{,}2\,\mathrm {mA} }}=67\,\mathrm {k} \Omega }
Die Spule L1 habe eine Induktivität 22 mH und der Kondensator C2 sei 33 nF. Damit ergibt sich eine Resonanzfrequenz von:
{\displaystyle f_{0}={\frac {1}{2\pi \cdot {\sqrt {22\,\mathrm {mH} \cdot 33\,\mathrm {nF} }}}}=5{,}9\,\mathrm {kHz} }
Um den Transistor Q nicht zu übersteuern und ein gutes Sinussignal zu erzeugen, darf die rückgekoppelte Spannung nicht wesentlich größer als 1,5 Vpp (Spannung Spitze-Spitze) sein. Die Spannung am Schwingkreis ist in Resonanz etwa 28 Vpp. Damit ergibt sich eine Untersetzung von 1:18  und für die Schaltung eine Verstärkung von v=18, für die der Kollektorwiderstand mindestens 9 kΩ sein muss (inkl. Ausgangswiderstand des Transistors von etwa 100 kΩ).
Nimmt man als Gütefaktor g = 50 an, dann ist der Widerstand des LC-Kreises bei der Resonanzfrequenz
{\displaystyle R_{LC}=g\cdot {\sqrt {\frac {L}{C}}}=50\cdot {\sqrt {\frac {22\,\mathrm {mH} }{33\,\mathrm {nF} }}}=41\,\mathrm {k} \Omega }
Das erscheint ausreichend und entspricht einem ohmschen Spulenwiderstand von 16 Ω.
Die Koppelkondensatoren C1 und C3 lassen nur die Wechselspannung passieren und verändern nicht den Arbeitspunkt des Transistors. C1 arbeitet auf den Eingangswiderstand der Emitterschaltung (ca. R2). C3 und der Eingangswiderstand der nachfolgenden Stufe belasten bzw. verstimmen den Schwingkreis. Eine in dieser Hinsicht naheliegende Auskopplung an R3 liefert jedoch selten ein gutes Sinussignal.

## Anwendungsbeispiele
Die Meißner-Schaltung findet eher selten Anwendung, da der Transformator einen erheblichen Aufwand darstellt; die Hartley- und Colpitts-Schaltung, in manchen Zusammenhängen auch die Clapp-Schaltung werden meist bevorzugt, insbesondere wenn nur ein Transistor verwendet werden soll. Mit mehreren Transistoren sind weitere Oszillatorschaltungen möglich.
Bemerkenswert ist die Anwendung der Meißner-Schaltung als Peilsender FuG 23 der von der Luftwaffe im Zweiten Weltkrieg eingesetzten Marschflugkörper Fieseler Fi 103 („V1“).
Eine weit verbreitete Anwendung der Meißner-Schaltung waren Rückkopplungs-Audion genannte Geradeaus-Rundfunkempfänger wie z. B. die Volksempfänger. Hier dient die Mitkopplung nicht der Schwingungserzeugung, sondern der Verstärkung des Eingangssignals, also der Verbesserung des Rundfunkempfangs.